# Revolúció (South Park)
A Revolúció (eredeti címén Go God Go, illetve Go God Go XII) a tizenkettedik és tizenharmadik epizódja a South Park tizedik évadának, egy dupla rész. Eredetileg 2006. november 1-jén és 8-án mutatta be az amerikai Comedy Central, Magyarországon pedig 2007. november 30-án és december 7-én a Cool TV, december 22-én és 29-én az MTV.
A cselekmény középpontjában mindkét részben Eric Cartman áll, akinek feltett szándéka minél hamarabb hozzájutni egy Nintendo Wii-hez, ezért hibernáltatja magát – hogy a távoli jövőben ébredjen fel. Eközben Mrs. Garrison, aki eleinte vitában áll Richard Dawkins-szal, végül összemelegszik vele, és ez a jövő világára is kihat.

## Cselekmény
|  | Alább a cselekmény részletei következnek! |

### Első rész
Cartman nem bírja kivárni azt a három hetet, ami még hátravan a Nintendo Wii megjelenésééig. Az az ötlete támad, hogy hibernáltatja magát, így át tudja aludni azt az időt, ami addig hátravan. Ennek érdekében Butterst kéri meg, hogy segítsen őt a hó alá ásni a Mount Elbert csúcsán.
Eközben Mrs. Garrison, hívő keresztényként, nem hajlandó az evolúció-elméletet oktatni a diákjainak, mert azt badarságnak tartja. Az iskola ezért felveszi az ismert evolúció-biológust, Richard Dawkinst, hogy tanítson ő. Közte és Mrs. Garrison között eleinte súrlódások vannak, ám különös módon hamarosan romantikus kapcsolat alakul ki köztük. Dawkins sikeresen győzi meg Garrisont a vallásosság visszásságairól, minek hatására ő ateista lesz, ezután pedig szeretkeznek. Elhatározzák, hogy ketten, együttes erővel, békét hoznak a világba azzal, hogy azt teljesen vallástalanítják. Ezután Garrison már azokat a diákokat cikizi, akik hisznek Istenben, azt a repülő spagettiszörnyhöz hasonlítva.
Eddigre a hibernáció megteszi a hatását, a gond csak az, hogy egy lavinaomlás miatt Cartman eltűnik. Több mint ötszáz évig marad a jég foglya, mígnem az Egyesült Ateista Liga ki nem szabadítja 2546-ban. Ebben az időben a világ teljes mértékben ateista, és csak a tudományban hisznek. Ám az ateisták is több frakcióra oszlanak,és háborúznak egymással, mert mindannyian más választ adnak a "nagy kérdésre".
Cartman megtudja, hogy egy technológiai múzeumban talán lesz még egy példány a Nintendo Wii-ből. De a segítségükért cserébe információt szeretnének az alapítójukról, aki az ő korában élhetett (és nem volt más, mint Richard Dawkins és Mrs. Garrison). Eközben az Egyesült Ateista Szövetség megtámadja őket és elrabolják Cartmant. Ekkor mondják el neki, hogy van egy harmadik frakció is, melyet intelligens tengeri vidrák vezetnek. A vidrák vezetője Cartman felbukkanását ellenséges lépésként értékeli, és úgy véli, elérkezett a háború ideje.

### Második rész
Cartman még mindig 2546-ban van, ahol Időgyermekként ismerik, és mindhárom frakció megpróbálja őt kihasználni. Cartman pedig őket, hiszen célja szerezni egy Nintendo Wii-t. Végül sikerül is megszereznie, de dühödten veszi tudomásul, hogy a 26. századi televíziókészülékekkel inkompatibilis a típus. Ezért egy időtelefon segítségével megpróbálja saját magát felhívni a múltban, hogy lebeszélje a hibernációtól. Hiába próbálkozik azonban, a múltbeli Cartman Kyle viccének hiszi az egészet, mások pedig nem hajlandóak segíteni neki.
Eközben a háború is rendületlenül folyik, s Cartman rájön, hogy az egész oka, a "nagy kérdés", nem más, mint hogy mi a leglogikusabb elnevezése egy ateista szövetségnek. Cartman megpróbálja felhívni a múltban Mrs. Garrisont, de éppen szex közben telefonál, és Richard Dawkins veszi fel. A telefonálás során kiderül számára, hogy Mrs. Garrison egy átoperált transzszexuális, és undorában otthagyja őt. Ettől Mrs. Garrison újra ugyanolyan lesz, mint azelőtt.

Ennek köszönhetően a jövő világa is megváltozik. A három frakció immár békében él egymással, és segítségéül hála visszaküldik Cartmant a saját idejébe. A probléma csak az, hogy ezúttal 2 hónappal a Wii megjelenése elé. Eközben őt keresik telefonon – nem más, mint saját maga, aki megtiltja neki, hogy bármi hülyeséget csináljon. Cartman azt hiszi, hogy ez megint Kyle vicce, ezért rácsapja a telefont.
|  | Itt a vége a cselekmény részletezésének! |

## Érdekességek
- A dupla epizód felépítése sokat merít a Buck Rogers in the 25th Century című amerikai sci-fi sorozatból.Továbbá kifigurázza Richard Dawkins "Isteni téveszme" című könyvét.
- Az epizód második része a "Go God Go XII" címet kapta. Maga az epizód is úgy kerül felvezetésre, mintha egy sorozat utolsó epizódja lenne, amit megelőzött 11 másik.